# Samuel F. Phillips

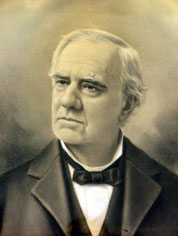
Samuel F. Phillips

Samuel Field Phillips (* 18. Februar 1824 in New York City; † 18. November 1903 in Washington, D.C.) war ein US-amerikanischer Anwalt, Bürgerrechtler, Politiker und United States Solicitor General. Er war an der Grundsatzentscheidung Plessy v. Ferguson des Obersten Gerichtshofs der Vereinigten Staaten beteiligt.

## Leben
Samuel F. Phillips kam als Sohn des Mathematikers James Phillips in New York zur Welt. Zwei Jahre nach seiner Geburt wurde sein Vater zum ersten Professor für Mathematik an die neugegründete University of North Carolina at Chapel Hill berufen und die Familie zog nach Chapel Hill. Später besuchte er die Universität, an der sein Vater lehrte, als Student und erhielt 1844 seinen Master in Jura. Nach seinem Studium war Phillips zunächst als Jurist tätig, bis er sich 1852 erstmals für die United States Whig Party in das Parlament von North Carolina (North Carolina General Assembly) wählen ließ. Von 1854 bis 1859 lehrte er an der juristischen Fakultät der Universität in Chapel Hill.
Als Politiker war er ein Gegner der Sezession im Amerikanischen Bürgerkrieg, beteiligte sich an der ersten Reconstruction-Tagung und setzte sich für die Bürgerrechte der afroamerikanischen Bevölkerung ein. Schließlich trat er der Republikanischen Partei bei, woraufhin er oft als Scalawag bezeichnet wurde. Für etwa fünf Jahre widmete sich Phillips wieder der Praxis als Jurist. Er zog mit seiner Familie nach Raleigh, wo er als Gerichtsstenograf am Obersten Gericht des Bundesstaates tätig war.
1871 trat er eine weitere Amtszeit im Repräsentantenhaus von North Carolina an. Im November des folgenden Jahres wurde er von US-Präsident Ulysses S. Grant zum zweiten Solicitor General der Vereinigten Staaten ernannt. Dieses Amt hatte er über zwölf Jahre inne. Erst im Mai 1885 wurde er von John Goode abgelöst. Zum Zwecke der Amtsausführung erfolgte 1872 der Umzug nach Washington.
1896 verteidigte er Homer Plessy im berühmt gewordenen Fall Plessy v. Ferguson. Er bezeichnete den Grundsatz separate but equal als nichts anderes als eine Verunglimpfung der Afroamerikaner aufgrund ihrer Hautfarbe. Als Solicitor General setzte er sich unter anderem für die Aufrechterhaltung des Schuldspruchs gegen mehrere Mitglieder des Ku-Klux-Klan ein, die einen schwarzen Mann angegriffen hatten, der an den Wahlen zum Kongress teilnehmen wollte.
Um 1900 zog sich Phillips aus der beruflichen Praxis zurück. Drei Jahre später starb er in Washington. Seine sterblichen Überreste liegen in Chapel Hill begraben.